# Canadair CC-109 Cosmopolitan
Dimensions
Le Canadair CC-109 Cosmopolitan (désignation militaire) ou CL-66 (désignation constructeur) est un avion bimoteur de transport de fabrication canadienne. Il a principalement été utilisé par l'aviation royale canadienne, comme avion de transport de personnalités.

## Origine
Le CC-109 est issu des bimoteurs pressurisés produits par Convair à partir de 1947, le CV-240 et ses dérivés, produits à un millier d'exemplaires et utilisés principalement comme avions de ligne régionaux. En 1958, Convair décide de mettre fin à la production de ces bimoteurs. Canadair, alors contrôlé comme Convair par le conglomérat General Dynamics, reprend le programme avec l'intention de produire sa propre version, principalement pour répondre à une demande des militaires canadiens, qui cherchent un remplaçant pour leur C-47 de transport. Canadair reprend les outillages de production, qui sont transférés à son usine de Cartierville (Montréal), le certificat de type, les plans, et trois avions invendus,.

## Caractéristiques
Les bimoteurs convair sont propulsés par différentes variantes du légendaire bloc radial Pratt & Whitney R-2800 Double Wasp à 18 cylindres, mais de nombreux exemplaires ont été rééquipés par la suite de turbopropulseurs, de type Rolls-Royce RB.53 Dart ou Allison T56. La version canadienne, elle, est équipée d'usine de turbopropulseurs, mais d'un type différent, le Napier Eland.
Canadair propose trois types de CL-66 : le CL-66A, avion de ligne pour 64 passagers au maximum, le CL-66B, version cargo, et le CL-66C qui correspond en fait à la modification de Convair 440 existant.

## Échec commercial
La commande de dix appareils de transport pour l'armée de l'air canadienne, imposée par le gouvernement aux militaires, est restée la seule vente pour le type. De nombreux contacts ont été engagés avec des compagnies aériennes, que ce soit pour la vente de CL-66 neuf ou pour la rénovation de CV-440 existants. En particulier, des négociations sont engagées avec le Brésil, prévoyant même de construire une usine Canadair à Manaus. Mais aucun de ces contacts n'aboutit. 
Les exemplaires en service chez les militaires canadiens sont néanmoins utilisés jusqu'en 1994.